# Chocótapakul
Chocótapakul (Scytalopus chocoensis) är en fågel i familjen tapakuler inom ordningen tättingar.

## Utbredning
Fågeln förekommer i Stillahavssluttningen från östra Panama (Cerro Pirre) till nordvästra Ecuador.

## Status
IUCN kategoriserar arten som livskraftig.

## Namn
Chocó är ett område i nordvästra Colombia tillika ett departement.